# 陽光普照
《陽光普照》（英語：A Sun）是2019年上映的台灣劇情片，由鍾孟宏執導和聯合編劇，陳以文、柯淑勤、巫建和、許光漢和劉冠廷主演。故事聚焦在問題少年陳建和（巫建和）入獄的過程，及哥哥阿豪（許光漢）因家庭壓力而自殺，同時講述阿和之後重返社會，而父親也前所未有地試圖接受他。電影主題為青少年犯罪和自殺，而光影在視覺上也起到重要作用。影片融合了許多亞洲電影的慣例元素，還探討了台灣的社會經濟不平等。
電影靈感來自鍾孟宏的高中朋友坦承自己曾在少年時犯下的罪，對話還用於開場的旁白。張耀升受邀與鍾孟宏一起動筆劇本，創作過程花了一年多。2018年正式開拍，但預算問題只持續了38天。鍾孟宏在拍攝過程中雖然也有指導，但會要求演員自己排練和別諮詢表演。鍾孟宏也是本片的攝影指導，並化名為中島長雄。賴秀雄把影片剪成155分鐘，是鍾孟宏目前最長的電影，而林生祥負責配樂。
《陽光普照》於2019年9月6日在多倫多國際電影節首映，接著在台灣上映。觀眾迴響良好，之後2020年選擇在Netflix發行，得到國際的關注。而隨後《綜藝》的彼得·德布魯格還是稱其為2020年最佳電影。電影的故事、多樣性主題、試聽品質和演出廣受讚譽，並獲得許多獎項，包括第56屆金馬獎的11項提名，並一舉為鍾孟宏拿下最佳劇情片和最佳導演。《陽光普照》代表台灣參選第93屆奧斯卡金像獎最佳國際影片，且挺進最終15強短名單。

## 劇情
2013年臺北的颱風夜，問題少年阿和（巫建和飾）因被黑輪（張立東飾）欺負，夥同菜頭（劉冠廷飾）去嚇唬黑輪，在過程中菜頭把黑輪的手掌砍斷。菜頭與阿和雙雙因這起傷害案件，分別被判進入少年輔育院及監獄。在阿和入院之前，小玉（吳岱凌飾）已懷有他的小孩，於是他們在少年輔育院裡登記結婚。阿和出院之後到處找工作，卻因他剛從輔育院出來，而四處碰壁。最後他在朝哥（施名帥飾）經營的汽車美容事業找到工作，並認真負責，欲重新做人。
然而當菜頭出獄之後，卻開始找阿和麻煩，脅迫阿和幫他做不法勾當，藉此報答他幫阿和報仇的恩情，而阿和只好被迫幫忙菜頭做壞事，希望菜頭就此不要再找他。然而菜頭還是三不五時就找上門，繼續脅迫他犯罪，最後一次阿和替菜頭做事，他完事後卻找不到菜頭，只好帶著贓款離開現場。不久之後菜頭的老大找上門追討贓款，阿和才得知菜頭於日前被人殺害。
在阿文（陳以文飾）和琴姐（柯淑勤飾）去祭拜因跳樓自殺而身亡的阿豪（許光漢飾）後，琴姐抱怨阿文一直沒有為阿和做些什麼，此時阿文才說出真相：其實他早已察覺阿和被菜頭脅迫，在他暗中跟蹤阿和時，撞見菜頭又逼迫阿和做壞事，他便趁機駕車衝撞獨自站在路邊的菜頭，並將其拖到草叢打死。琴姐聽聞大哭，整起事件終於真相大白。

## 演員
- 陳以文：飾演阿文
- 柯淑勤：飾演琴姐
- 巫建和：飾演阿和（陳建和）
- 吳岱凌：飾演小玉（王明玉）
- 許光漢：飾演阿豪（陳建豪）
- 劉冠廷：飾演菜頭
- 尹馨：飾演小玉阿姨（尹姐）
- 温貞菱：飾演郭曉貞
- 林志儒：飾演黑輪伯（邱先生）
- 龍劭華：飾演老高
- 胡鴻達：飾演黑肉教練
- 施名帥：飾演洗車廠老闆（朝哥）
- 張立東：飾演黑輪
- 張少懷：飾演駕駛學員
- 廖慧珍：飾演駕駛學員
- 李坤成：飾演駕駛學員
- 黃信堯：飾演戶政人員
- 林書涵：飾演戶政人員
- 鄧安寧：飾演老師
- 鄭楠鐘：飾演黑衣老大
- 張翰：飾演心理醫生
- 邱建鑫：飾演土龍
- 王可元：飾演阿和獄友
- 陳冠斌：飾演阿和獄友
- 林佑駿：飾演阿和獄友
- 范姜泰基：飾演法官
- 張耀升：飾演鄰居
- 呂政麒：飾演房屋仲介
- 賀瓏：飾演印刷廠老闆
- 馮培倫：飾演貨運行老闆

## 發行
2019年8月14日多倫多國際影展公佈該片入選「當代電影世界單元」，並於影展舉辦世界首映。

## 迴響

### 評價
美國評論網站爛番茄綜合14位影評人的評論，統計出該片獲得95%新鮮度、觀眾滿意度90% (4.1/5顆星）。
《羅傑·埃伯特網》的編輯卡洛斯·阿吉拉（Carlos Aguilar）將《陽光普照》列為年度十大佳片中的第四名；《休士頓紀事報》也評比該片為年度佳片第四名，認為「鍾孟宏將電影從家庭劇情片朝向浪漫愛情片，再轉化為犯罪驚悚片，鋪陳手法十分精湛。」；《電影舞台》（The Film Stage）的約翰·芬克（John Fink）則列名該片為年度十大佳片第八名。
《綜藝雜誌》的首席影評人彼德·德布魯（Peter Debruge）列名《陽光普照》為年度十大佳片之首，稱該片是一部如史詩般的救贖傳奇、位居《教父》影史級別的家庭劇情片，並讚許表演跨度別緻又細膩，影片超越語言的藩籬，辯證在親子關係中，認同與鼓勵具有作用和意義的世間真理。

## 獎項及提名
| 類別               | 頒獎日期       | 入圍者／作品   | 獎項               | 結果       | 參考        |
| ------------------ | -------------- | -------------- | ------------------ | ---------- | ----------- |
| 金馬獎             | 2019年11月23日 | 《陽光普照》   | 最佳劇情長片       | 獲獎       | [ 8 ] [ 9 ] |
| 金馬獎             | 2019年11月23日 | 鍾孟宏         | 最佳導演           | 獲獎       | [ 8 ] [ 9 ] |
| 金馬獎             | 2019年11月23日 | 陳以文         | 最佳男主角         | 獲獎       | [ 8 ] [ 9 ] |
| 金馬獎             | 2019年11月23日 | 巫建和         | 最佳男主角         | 提名       | [ 8 ] [ 9 ] |
| 金馬獎             | 2019年11月23日 | 柯淑勤         | 最佳女主角         | 提名       | [ 8 ] [ 9 ] |
| 金馬獎             | 2019年11月23日 | 劉冠廷         | 最佳男配角         | 獲獎       | [ 8 ] [ 9 ] |
| 金馬獎             | 2019年11月23日 | 温貞菱         | 最佳女配角         | 提名       | [ 8 ] [ 9 ] |
| 金馬獎             | 2019年11月23日 | 鍾孟宏、張耀升 | 最佳原著劇本       | 提名       | [ 8 ] [ 9 ] |
| 金馬獎             | 2019年11月23日 | 中島長雄       | 最佳攝影           | 提名       | [ 8 ] [ 9 ] |
| 金馬獎             | 2019年11月23日 | 《遠行》       | 最佳原創電影歌曲   | 提名       | [ 8 ] [ 9 ] |
| 金馬獎             | 2019年11月23日 | 賴秀雄         | 最佳剪輯           | 獲獎       | [ 8 ] [ 9 ] |
| 金馬獎             | 2019年11月23日 | 《陽光普照》   | 觀眾票選最佳影片   | 獲獎       | [ 8 ] [ 9 ] |
| 台灣影評人協會     | 2019年12月19日 | 《陽光普照》   | 最佳影片           | 獲獎       | [ 10 ]      |
| 台灣影評人協會     | 2019年12月19日 | 陳以文         | 最佳男演員         | 獲獎       | [ 10 ]      |
| 亞洲電影大獎       | 2020年10月28日 | 《陽光普照》   | 最佳電影           | 提名       | [ 11 ]      |
| 亞洲電影大獎       | 2020年10月28日 | 鍾孟宏         | 最佳導演           | 提名       | [ 11 ]      |
| 亞洲電影大獎       | 2020年10月28日 | 陳以文         | 最佳男主角         | 提名       | [ 11 ]      |
| 亞洲電影大獎       | 2020年10月28日 | 劉冠廷         | 最佳男配角         | 提名       | [ 11 ]      |
| 亞洲電影大獎       | 2020年10月28日 | 柯淑勤         | 最佳女配角         | 獲獎       | [ 11 ]      |
| 亞洲電影大獎       | 2020年10月28日 | 鍾孟宏、張耀升 | 最佳編劇           | 提名       | [ 11 ]      |
| 亞洲電影大獎       | 2020年10月28日 | 賴秀雄         | 最佳剪接           | 提名       | [ 11 ]      |
| 休士頓影評人協會   | 2021年1月18日  | 《陽光普照》   | 最佳外語片         | 獲獎       | [ 12 ]      |
| Gold House黃金名單 | 2021年1月25日  | 鍾孟宏、張耀升 | 最佳原創劇本       | 榮譽獎     | [ 13 ]      |
| 衛星獎             | 2021年2月15日  | 《陽光普照》   | 最佳國際電影       | 提名       | [ 14 ]      |
| 國際影評人協會     | 2022年3月29日  | 《陽光普照》   | 超越（一英尺）障礙 | 提名       | [ 15 ]      |
| 奧斯卡金像獎       | 2021年4月25日  | 《陽光普照》   | 最佳國際影片       | 入圍短名單 | [ 16 ]      |

## 外部連結
- Yahoo奇摩電影上《陽光普照》的資料（繁體中文）
- 互联网电影数据库（IMDb）上《陽光普照》的资料（英文）
- 爛番茄上《陽光普照》的資料（英文）
- 豆瓣电影上《陽光普照》的資料 （简体中文）
- 開眼電影網上《陽光普照》的資料（繁體中文）
- 在Netflix上觀看《陽光普照》